# Korps Insulinde
Het Korps Insulinde   werd in maart 1942 opgericht op Ceylon (het huidige Sri-Lanka). De eenheid, oorspronkelijk "Netherland Special operations" geheten, komt net als No. 2 Dutch Troop voort uit de Prinses Irene Brigade. Het Korps Insulinde streed tijdens de Tweede Wereldoorlog tegen de Japanners die Nederlands-Indië bezetten. Het korps stond onder commando van KNIL-majoor F. Mollinger en was gestationeerd op Ceylon. Er werden meerdere speciale operaties (infiltraties en inlichtingen acties) uitgevoerd in bezet Sumatra. Het korps werd ontbonden van november 1945 tot begin maart 1946.

## Ontstaan
Van de Irene Brigade ging het 1ste bataljon met 19 officieren, 37 onderofficieren, 28 korporaals en 70 soldaten naar Ceylon. Ze vertrokken op 6 januari 1942 per trein van Wolverhampton naar Gourock en vertrokken de volgende dag aan boord van Hr. Ms. Colombia, een gevorderd koopvaardijschip van de KNSM, uit Glasgow. Het schip had ook torpedo's aan boord en werd door een konvooi beschermd. Het kwam op 7 maart 1942 in Colombo aan, op de dag dat Indië was gevallen. Admiraal Helfrich, Bevelhebber van de Strijdkrachten in het Oosten, stelde voor de brigade naar Engeland terug te sturen, maar dit gebeurde niet. Alleen David van Voorst Evekink (1890), brigadecommandant sinds 1941, keerde op 10 juni 1942 terug. De Colombia bleef in Colombo.
Op initiatief van een aantal militairen van de Prinses Irene Brigade werd het bataljon omgevormd tot een nieuwe eenheid - oorspronkelijk onder de naam "Netherlands Special Operations" - voor het ondernemen van speciale operaties in bezet Sumatra. Het "Korps Insulinde" bleef gestationeerd op Ceylon en maakte op haar beurt weer deel uit van de Britse organisatie Force 136 voor speciale acties in Oost-Azie.
In de zomer van 1942 begon voor de militairen hun commando-opleiding, gevolgd door een jungletraining en een para-opleiding. In 1943 en 1944 werden 17 (volgens sommige bronnen 11) landingen op de kust van Sumatra uitgevoerd, vaak vanuit een duikboot. Ze waren niet allemaal succesvol. Luitenant Wijnmalen werd hierbij gevangengenomen en na verhoor en marteling gedood.
Vanaf mei 1945 werd het Korps Insulinde versterkt met 154 vrijwilligers waaronder leden van No. 2 Dutch Troop en het Bureau Bijzondere Opdrachten. In juli 1945 werden nog een aantal ploegen per parachute ingezet boven Sumatra.
Na de capitulatie van Japan op 15 augustus werd het korps belast met het veilig stellen van de ongeveer 15.000 krijgsgevangenen op Sumatra. In november 1945 begon de ontbinding van het Korps Insulinde, die begin maart 1946 was voltooid.

## Leden van het korps
Onder meer:
- R. van Aarem BK
- Jhr. D. van den Brandeler BK (1914)
- Marien de Jonge BL
- B.W. Lefrandt BL
- majoor Frits Mollinger, commandant Insulinde 16 juni 1942 - 16 februari 1943, 1 juni 1947 kolonel, 1950 met pensioen als generaal-majoor[3].
- J. Overweel BL
- J.F. de Roo KV
- Wim Scheepens BL, leider van enkele acties[4]
- C. Sisselaar BK
- Raymond Westerling (1919-1987)
- luitenant H.E. Wijnmalen BL, in maart 1942 met Hr. Ms. K XIV bij Padang aan wal gezet, gevangengenomen en na marteling gedood door de Kempeitai.